# José María Arteaga Pereira
José María Arteaga y Pereira (Barcelona, 1846-1913) fue un traductor, compositor y profesor español del conservatorio del Liceo. Toda su obra está basada en composiciones para piano y canciones líricas, aunque también era considerado poeta. Tradujo obras de Felipe Pedrell, al castellano y al italiano.

## Biografía
Nació en Barcelona, lo poco que se conoce de él es su gran conocimiento musical, su trabajo como profesor del conservatorio del liceo, y la cantidad de idiomas que era capaz de hablar, ya que hoy en día es conocido por la cantidad de obras que tiene traducidas, inclusive traducidas a otras lenguas como el italiano. Es hermano del poeta y catedrático Fernando Arteaga y Pereira, el cual si dispone de una bibliografía más conocida y sabemos que viajó por diversos países, incluso fue profesor de castellano en Oxford, en 1909 publicó Nine Spanish poems, donde se recogen canciones poemas… de autores como Fray Luis de León, Quevedo, Calderón de la Barca o incluso de su hermano José María Arteaga y Pereira. En 1922, publicó Tierras amigas en memoria de José María Arteaga Pereira fallecido nueve años antes.
José María Arteaga y Pereira tiene numerosas obras traducidas, pero posiblemente el trabajo que le aportó más prestigio fue la traducción de Felipe Pedrell al castellano de su obra El último abencerraje y al italiano la obra I Pirinei, del mismo autor.
Falleció en 1913.

## Obras
- Textes catalans avec leur transcription phonétique, précédes d'un aperçu sur les sons du catalan. (1915)
- Italian conversation-grammar. A new and practical method of learning the Italian language (1910)
- Los Pirineos : trilogia original en verso catalán y traducción en prosa castellana por Victor Balaguer; seguida de la versión italiana de José Ma. Arteaga Pereira, acomodada á la música [de] Felipe Pedrell, y de la obra de este último titulada Por nuestra música. (1892)
- Spanish conversation-grammar (1921)
- Liliana : poema (1989)
- Textes catalans avec leur transcription phonétique, précédés d'un aperçu sur les sons du catalan, par J. Arteaga Pereira. Ordenats i publicats per Pere Barnils. (1915)
- Gramática de la lengua francesa = (Grammaire française à l'usage des espagnols) (1910)
- I Pirenei : trilogía lírica con un prólogo (1901)
- Italian conversation-grammar. (1910)